# Buddy movie

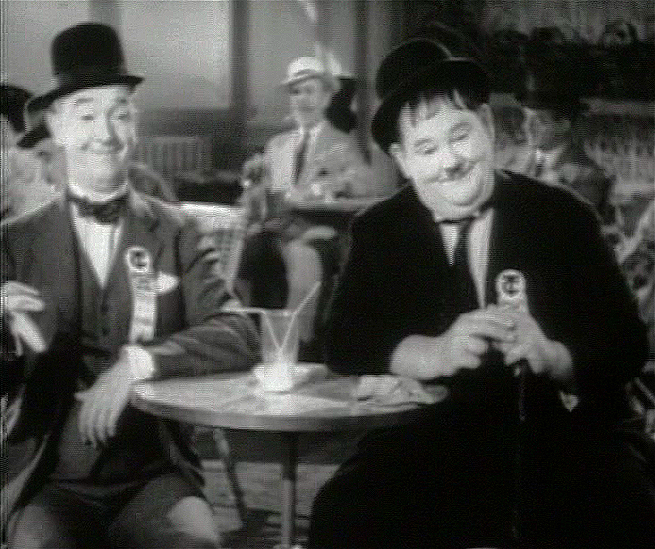
Laurel et Hardy dans The Flying Deuces (1933).
Laurel et Hardy est l'un des premiers duos apparaissant dans des buddy movies au début des années 1930.

Le buddy movie ou le film de potes, est un genre cinématographique qui consiste à placer dans l'intrigue principale d'un film deux personnages (et quelquefois plus) très différents, voire aux antipodes l'un de l'autre. En français, on parle, selon les cas, de « duos de choc », de « binôme (de flics) », ou encore de « films à tandem ».
Souvent complètement opposés dans leurs méthodes, leurs personnalités, leurs modes de vie extra-professionnelle, les deux protagonistes se trouvent obligés de travailler, ou même de « fuir », ensemble, ce qui provoque entre eux des problèmes relationnels et de communication, en général amusants pour le spectateur ; malgré tout, après des débuts souvent compliqués, ils finissent la plupart du temps par s'entendre, voire par mieux se comprendre et s'apprécier.
Spécialité du cinéma américain que l'on retrouve souvent dans les blockbusters, comme L'Arme fatale ou Men in Black, et leurs suites, on la retrouve aussi dans le cinéma français, notamment avec Louis de Funès et Bourvil, dans deux films de Gérard Oury, ou encore Gérard Depardieu et Pierre Richard, dans trois films ensemble de Francis Veber.
À force d'être employé, le concept de « buddy movie » a fini par devenir un grand cliché du cinéma, mais il reste efficace et attractif, souvent employé dans les comédies ou dans les films d'action,.

## Filmographie

### Allemagne
- 2006 : Un ami à moi avec Daniel Brühl et Jürgen Vogel
- 2017 : Moi et Kaminski avec Daniel Brühl et Jesper Christensen

### États-Unis
- 1974 : La Tour infernale avec Paul Newman et Steve McQueen
- 1982 : 48 Heures et sa suite avec Nick Nolte et Eddie Murphy
- 1987 : L'Arme fatale et ses trois suites avec Mel Gibson et Danny Glover
- 1987 : Étroite Surveillance avec Richard Dreyfuss et Emilio Estevez
- 1987 : Un ticket pour deux avec Steve Martin et John Candy
- 1988 : Double Détente avec Arnold Schwarzenegger et James Belushi
- 1988 : Midnight Run avec Robert De Niro et Charles Grodin
- 1988 : Invasion Los Angeles avec Roddy Piper et Keith David
- 1989 : Tango et Cash avec Sylvester Stallone et Kurt Russell
- 1990 : La Relève avec Clint Eastwood et Charlie Sheen
- 1991 : Le Dernier Samaritain avec Bruce Willis et Damon Wayans
- 1991 : Thelma et Louise avec Susan Sarandon et Geena Davis
- 1991 : La Manière forte avec James Woods et Michael J. Fox
- 1995 : Bad Boys et ses suites avec Will Smith et Martin Lawrence
- 1995 : Une journée en enfer avec Bruce Willis et Samuel L. Jackson
- 1997 : Men in Black et ses suites, avec Tommy Lee Jones et Will Smith
- 1997 : Double Team avec Jean-Claude Van Damme et Dennis Rodman
- 1998 : Rush Hour et ses 2 suites avec Jackie Chan et Chris Tucker
- 1999 : Wild Wild West avec Will Smith et Kevin Kline
- 2000 : Shanghai Kid et Shanghai Kid 2 avec Jackie Chan et Owen Wilson
- 2002 : Showtime avec Robert De Niro et Eddie Murphy
- 2003 : Espion et demi avec Eddie Murphy et Owen Wilson
- 2004 : Starsky et Hutch avec Ben Stiller et Owen Wilson
- 2005 : Kiss Kiss Bang Bang avec Robert Downey Jr. et Val Kilmer
- 2006 : 16 Blocs avec Bruce Willis et Mos Def
- 2006 : Bandidas avec Salma Hayek et Penélope Cruz
- 2007 : Die Hard 4 : Retour en enfer avec Bruce Willis et Justin Long
- 2008 : Délire Express avec Seth Rogen et James Franco
- 2010 : Top Cops avec Bruce Willis et Tracy Morgan
- 2010 : Date Limite avec Robert Downey Jr. et Zach Galifianakis
- 2010 : Very Bad Cops avec Will Ferrell et Mark Wahlberg
- 2013 : Les Flingueuses avec Sandra Bullock et Melissa McCarthy
- 2013 : 2 Guns avec Denzel Washington et Mark Wahlberg
- 2013 : RIPD : Brigade fantôme avec Jeff Bridges et Ryan Reynolds
- 2016 : The Nice Guys avec Ryan Gosling et Russell Crowe
- 2017 : Hitman and Bodyguard avec Ryan Reynolds et Samuel L. Jackson
- 2024 : Deadpool et Wolverine avec Ryan Reynolds et Hugh Jackman

### France
- 1955 : Les Diaboliques avec Simone Signoret et Véra Clouzot
- 1956 : La Traversée de Paris avec Jean Gabin et Bourvil
- 1962 : Un singe en hiver avec Jean Gabin et Jean-Paul Belmondo
- 1965 : Le Corniaud avec Louis de Funès et Bourvil
- 1966 : La Grande Vadrouille avec Louis de Funès et Bourvil
- 1966 : Ne nous fâchons pas avec Lino Ventura et Jean Lefebvre
- 1970 : Dernier Domicile connu avec Lino Ventura et Marlène Jobert
- 1972 : Mais ne nous délivrez pas du mal avec Jeanne Goupil et Catherine Wagener
- 1973 : Charlie et ses deux nénettes avec Nathalie Drivet et Jeanne Goupil
- 1973 : L'Emmerdeur avec Lino Ventura et Jacques Brel
- 1974 : Les Valseuses avec Gérard Depardieu et Patrick Dewaere
- 1974 : Céline et Julie vont en bateau avec Dominique Labourier et Juliet Berto
- 1977 : L'une chante, l'autre pas avec Thérèse Liotard et Valérie Mairesse
- 1978 : Je suis timide mais je me soigne avec Aldo Maccione et Pierre Richard
- 1981 : La Chèvre avec Gérard Depardieu et Pierre Richard
- 1982 : Le Pont du Nord avec Bulle Ogier et Pascale Ogier
- 1983 : Les Compères avec Gérard Depardieu et Pierre Richard
- 1983 : Coup de foudre avec Miou-Miou et Isabelle Huppert
- 1984 : Marche à l'ombre avec Michel Blanc et Gérard Lanvin
- 1984 : Les Ripoux avec Thierry Lhermitte et Philippe Noiret
- 1985 : Les Spécialistes avec Bernard Giraudeau et Gérard Lanvin
- 1986 : Les Frères Pétard avec Gérard Lanvin et Jacques Villeret
- 1986 : Les Fugitifs avec Gérard Depardieu et Pierre Richard
- 1989 : Mes meilleurs copains[3] avec Christian Clavier, Jean-Pierre Bacri et Gérard Lanvin
- 1991 : L'Opération Corned-Beef avec Jean Reno et Christian Clavier
- 1994 : Le Péril jeune avec Romain Duris, Vincent Elbaz, Nicolas Koretzky et Julien Lambroschini
- 1995 : La Cérémonie avec Sandrine Bonnaire et Isabelle Huppert
- 1996 : Hercule et Sherlock avec Christophe Lambert et Richard Anconina
- 1998 : Le Dîner de cons avec Jacques Villeret et Thierry Lhermitte
- 1998 : Taxi et ses 3 suites avec Samy Naceri et Frédéric Diefenthal
- 1998 : La Vie rêvée des anges avec Élodie Bouchez et Natacha Régnier
- 1999 : La vie ne me fait pas peur avec Magali Woch, Ingrid Molinier et Julie-Marie Parmentier
- 2000 : Baise-moi avec Raffaëla Anderson et Karen Lancaume
- 2002 : Le Boulet avec Gérard Lanvin et Benoît Poelvoorde
- 2003 : Gomez et Tavarès avec Titoff et Stomy Bugsy
- 2003 : Tais-toi ! avec Jean Reno et Gérard Depardieu
- 2003 : Mais qui a tué Pamela Rose ? avec Kad Merad et Olivier Baroux
- 2003 : Le Cœur des hommes[3] avec Bernard Campan, Gérard Darmon, Jean-Pierre Darroussin et Marc Lavoine
- 2004 : Banlieue 13 et Banlieue 13 : Ultimatum avec Cyril Raffaelli et David Belle
- 2004 : L'Enquête corse avec Christian Clavier et Jean Reno
- 2005 : Espace Détente de Yvan Le Bolloc'h et Bruno Solo, avec Yvan Le Bolloc'h et Bruno Solo
- 2005 : Le Cactus avec Clovis Cornillac et Pascal Elbé
- 2008 : Le Baltringue avec Vincent Lagaf' et Philippe Cura
- 2009 : Envoyés très spéciaux avec Gérard Lanvin et Gérard Jugnot
- 2010 : From Paris with Love avec John Travolta et Jonathan Rhys-Meyers
- 2010 : Les Petits Mouchoirs[3] avec François Cluzet, Marion Cotillard, Benoît Magimel
- 2011 : Rien à déclarer avec Benoît Poelvoorde et Dany Boon
- 2011 : Intouchables avec Omar Sy et François Cluzet
- 2012 : De l'autre côté du périph avec Omar Sy et Laurent Lafitte
- 2016 : La Loi de la jungle avec Vimala Pons et Vincent Macaigne
- 2018 : Le Flic de Belleville avec Omar Sy et Luis Guzmán
- 2018 : Le Doudou avec Kad Merad et Malik Bentalha
- 2022 : Loin du périph de Louis Leterrier, avec Omar Sy et Laurent Lafitte
- 2024 : Ici et là-bas de Ludovic Bernard, avec Ahmed Sylla et Hakim Jemili

### Canada
- 2006 : Bon Cop, Bad Cop avec Patrick Huard et Colm Feore
- 2009 : De père en flic avec Louis-José Houde et Michel Côté
- 2011 : Le Sens de l'humour avec Louis-José Houde et Benoît Brière

### Italie
- 1965 : Et pour quelques dollars de plus avec Clint Eastwood et Lee Van Cleef
- 1966 : Le Bon, la Brute et le Truand avec Clint Eastwood et Eli Wallach
- 1968 : Il était une fois dans l'Ouest avec Charles Bronson et Jason Robards
- 1971 : Il était une fois la révolution avec James Coburn et Rod Steiger

### Royaume-Uni
- 1987 : Withnail et moi avec Richard E. Grant et Paul McGann
- 1996 : Trainspotting avec Ewan McGregor, Ewen Bremner et Jonny Lee Miller
- 2001 : Le 51e État avec Samuel L. Jackson et Robert Carlyle
- 2002 : The Magdalene Sisters avec Geraldine McEwan, Anne-Marie Duff et Nora-Jane Noone
- 2004 : Shaun of the Dead avec Simon Pegg et Nick Frost
- 2005 : The Descent avec Shauna Macdonald, Natalie Mendoza et Alex Reid
- 2007 : Hot Fuzz avec Simon Pegg et Nick Frost